# 異端審問の法廷
『異端審問の法廷』（いたんしんもんのほうてい、西: El Tribunal de la Inquisición, 英: The Inquisition Tribunal）は、スペインのロマン主義の巨匠フランシスコ・デ・ゴヤが1812年から1819年頃に制作した絵画である。油彩。スペイン異端審問のアウト・デ・フェ（異端判決宣告式）の光景を描いている。当時の祝祭や風俗を描いた4点の小品連作板絵の1つで、これらの作品に描かれたものはいずれもゴヤを含む当時の自由主義者たちが反対し、廃止を望んだ慣習であったが、その改革はスペイン国王フェルナンド7世の絶対君主制の政権によって反対された。他の作品は『苦行者の行列』（Procesión de flagelantes）、『狂人の家』 （La casa de locos）、『村の闘牛』（Corrida de toros en un pueblo）。ゴヤの友人の起業家マヌエル・ガルシア・デ・ラ・プラダに所有され、現在はマドリードの王立サン・フェルナンド美術アカデミーに所蔵されている。

## 主題
スペイン異端審問所はカトリックの正統性を維持するために1478年に設立された。最初のアウト・デ・フェ（ポルトガル語で「信仰行為」を意味する）は1481年にセビーリャで行われ、6人のコンベルソ（キリスト教に改宗したユダヤ人）が火刑にされた。
アウト・デ・フェは告発された「異端者」を公に辱め、打ち砕くために使われた。犠牲者は告発された罪を自白するまで、あらかじめ拷問を受けることが多かった。「異端者」に対する告発者と証人は被告が公に辱められるまで彼らに秘密にされた。多くの場合、アウト・デ・フェで被告が着用を強制された服装は犯罪と罰を意味していた。被告はコロサまたはカピロテ（capirote）と呼ばれる高い円錐形の帽子をかぶらされ、サンベニートと呼ばれる袖なしのベストを着せられた。これらの衣服には被告の名前や社会的地位、教会に対する罪状、有罪判決の日付が記されることも多かった。被害者が火刑に処される場合には黒の背景に炎が描かれたサンベニートが着せられた。
18世紀半ば以降は異端審問は公の場でアウト・デ・フェを行うことを止め、非公開で行われるアウティーリョに置き換えられた。ゴヤが生きた時代、異端審問は終了しつつあった。一度はカディス議会によって廃止されたが、フェルナンド7世は帰還するとともに異端審問を復活させた。正式に終了したのはゴヤの死後の1834年であった。

## 制作背景
ゴヤは1775年に故郷のサラゴサからマドリードに移住した。サンタ・バルバラ王立タペストリー工場でタペストリーのカルトンを描き、スペイン王室の注目を集めた。1789年に宮廷画家に任命された頃にはロココ様式の明るい絵画の制作をやめていた。1792年に重病にかかったゴヤは聴覚を完全に失った。この危機はゴヤの転換点となった。ゴヤは陽気な装飾の代わりに、人間の残酷さに対する混乱した試練と生々しい感情を力強く描いた。ゴヤはスペイン異端審問の残酷さと残虐性、そしてゴヤが生きた激動の戦争の時代を示す多くの場面をスケッチし、描き、印刷した。
ゴヤ自身も異端審問に2度召喚された。最初は1799年に出版された版画集《ロス・カプリーチョス》（Los caprichos）に関するものであった。1815年にゴヤは再び異端審問に召喚された。これは教会当局がマヌエル・デ・ゴドイの押収品の中にゴヤの絵画『裸のマハ』（La Maja desnuda）と『着衣のマハ』（La maja vestida）を発見した後のことであった。しかしゴヤはどちらも重罰を免れた。

## 作品
ゴヤはスペイン異端審問所の法廷によるアウト・デ・フェが教会内で行われた様子を描いている。この裁判にかかわる役人は主に修道士であり、世俗の裁判官は画面中央奥の壇上に座る1人のみである。一方の被告は4人おり、いずれも円錐形の尖ったコロサを頭にかぶらされ、サンベニートを着せられて、画面前景に座らされている。裁判官の隣には聖職者が立ち、判決文を読み上げている。裁判官は心地よさげに座り、画面左に座らされた被告に視線を向けている。その被告こそ、今まさに判決が言い渡されている相手であり、彼はがっくりとうなだれ、他の3人はパニックに陥って、苦悶と悲しみの表情で身体をよじらせている。実のところ、被告たちが死刑になることはすでに決定しており、コロサに描かれた炎の文様によって、彼らに待ち受ける火刑の恐怖が象徴的に示されている。被告を取り囲むのは異端審問官と、ドミニコ会、フランシスコ会、カルトゥジオ会といった修道会の聖職者である。それは彼らの服装から判別できる。異端審問官は前景中央におり、容赦のない身振りをしている。さらにその周囲はこのドラマを目撃するために集められた大勢の招待客でごった返し、教会内部を埋め尽くしている。画面左奥では女性たちがこの光景を見つめている。
画面に多くの民衆が描かれているように、異端審問の法廷で行われた異端の告発は一般公開にふさわしい見世物と見なされていた。ゴヤは連作で本作品で当時の風俗や祝祭あるいは行事を描いているように見えて、その実、『狂人の家』とは異なるスペイン社会における別の狂気の瞬間を描いている。間違いなく連作の中で最も不気味な作品である。
『異端審問の法廷』は残酷さを特徴とする連作の絵画の1つである。連作のゴヤの別の作品である『苦行者の行列』では、人物の白い衣服の上に流血する様子が見え、残虐行為があったこと、シンボリズムが使用されたことが描かれている。

## 来歴
画家アントニオ・デ・ブルガダが作成した1828年の目録に『狂人の家』、『苦行者の行列』、『異端審問の法廷』、『村の闘牛』とされる4点の小品が詳細に記載されている。この連作はレアンドロ・フェルナンデス・デ・モラティンとゴヤの友人で、ナポレオン時代にマドリード市長を務め、1812年にフランスに亡命したマヌエル・ガルシア・デ・ラ・プラダが所有していた。彼がどのように連作を入手したのかは不明である。画家がボルドーに出発する前に直接入手しか、あるいはゴヤの死後に画家の息子フランシスコ・ハビエル・ゴヤ・イ・バイユー（Francisco Javier Goya y Bayeu）から購入した可能性が考えられる。いずれにせよ、マヌエル・ガルシア・デ・ラ・プラダは連作をコレクションに加えており、1836年に作成された遺言書の中で王立サン・フェルナンド美術アカデミーに遺贈する意思を示した。その後、所有者が死去した1839年に同アカデミーに遺贈された。

## ギャラリー
連作の他の作品

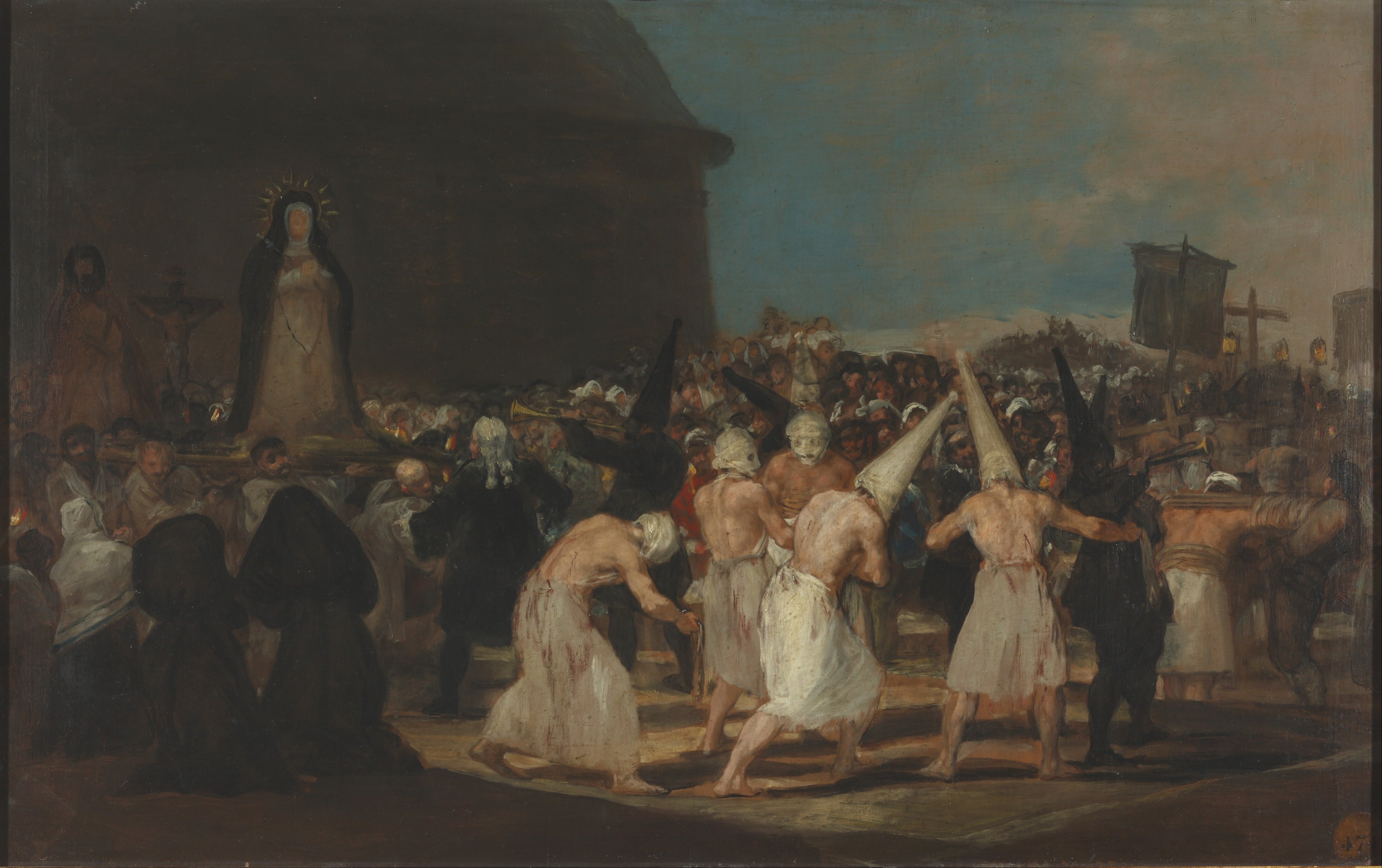
『苦行者の行列』1812年-1819年
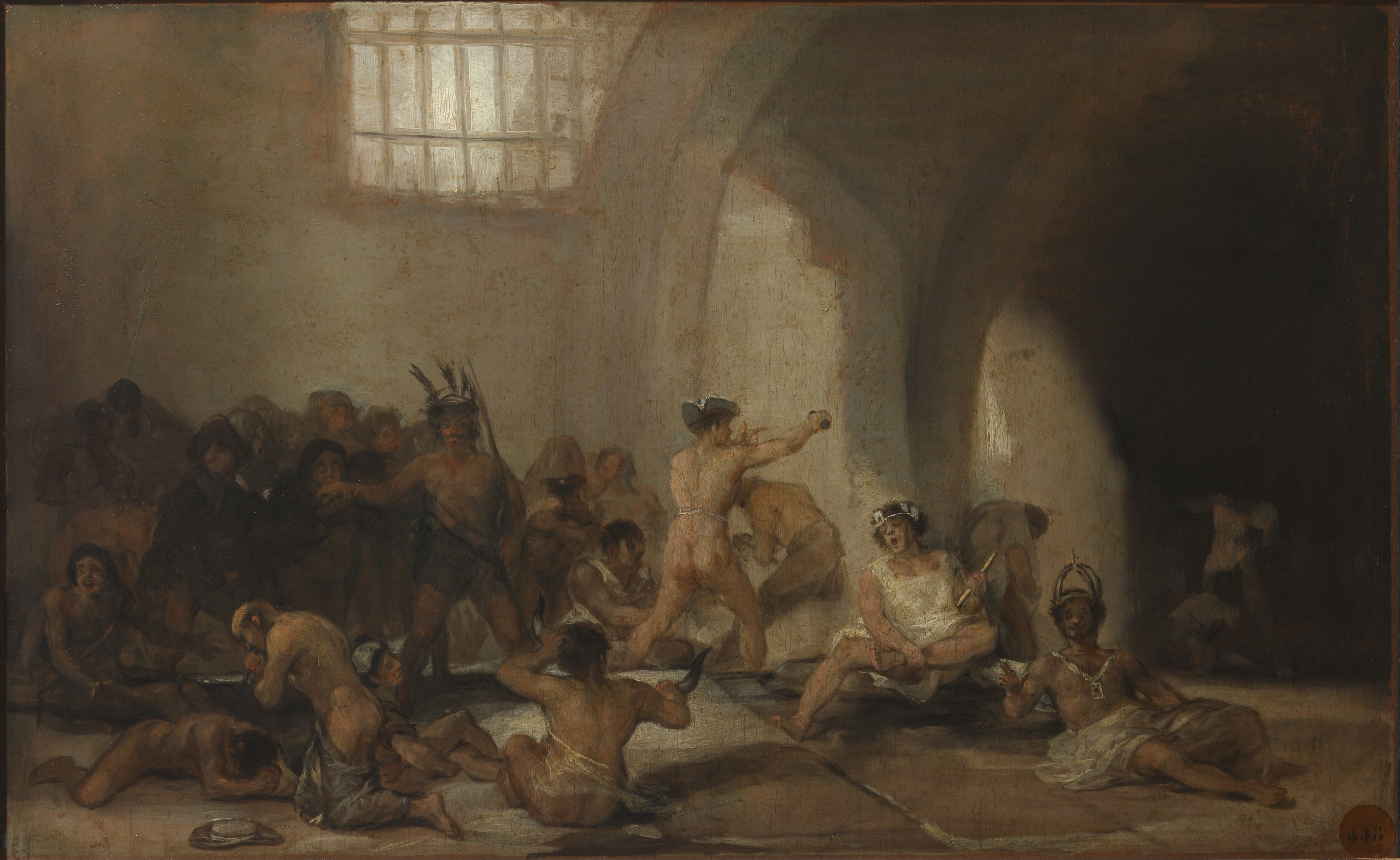
『狂人の家』1812年-1819年
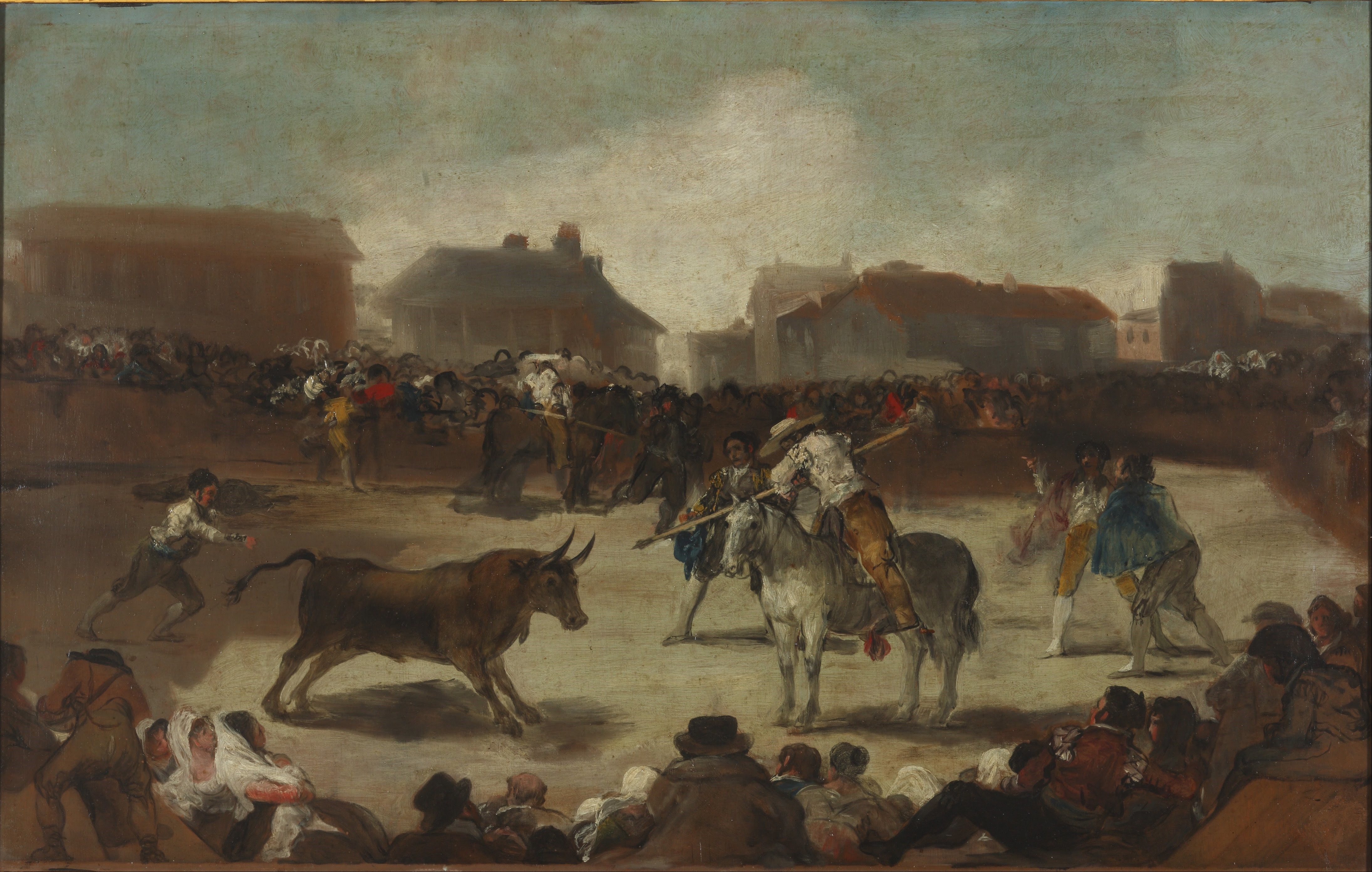
『村の闘牛』1812年-1819年

異端審問を描いたゴヤの他の作品

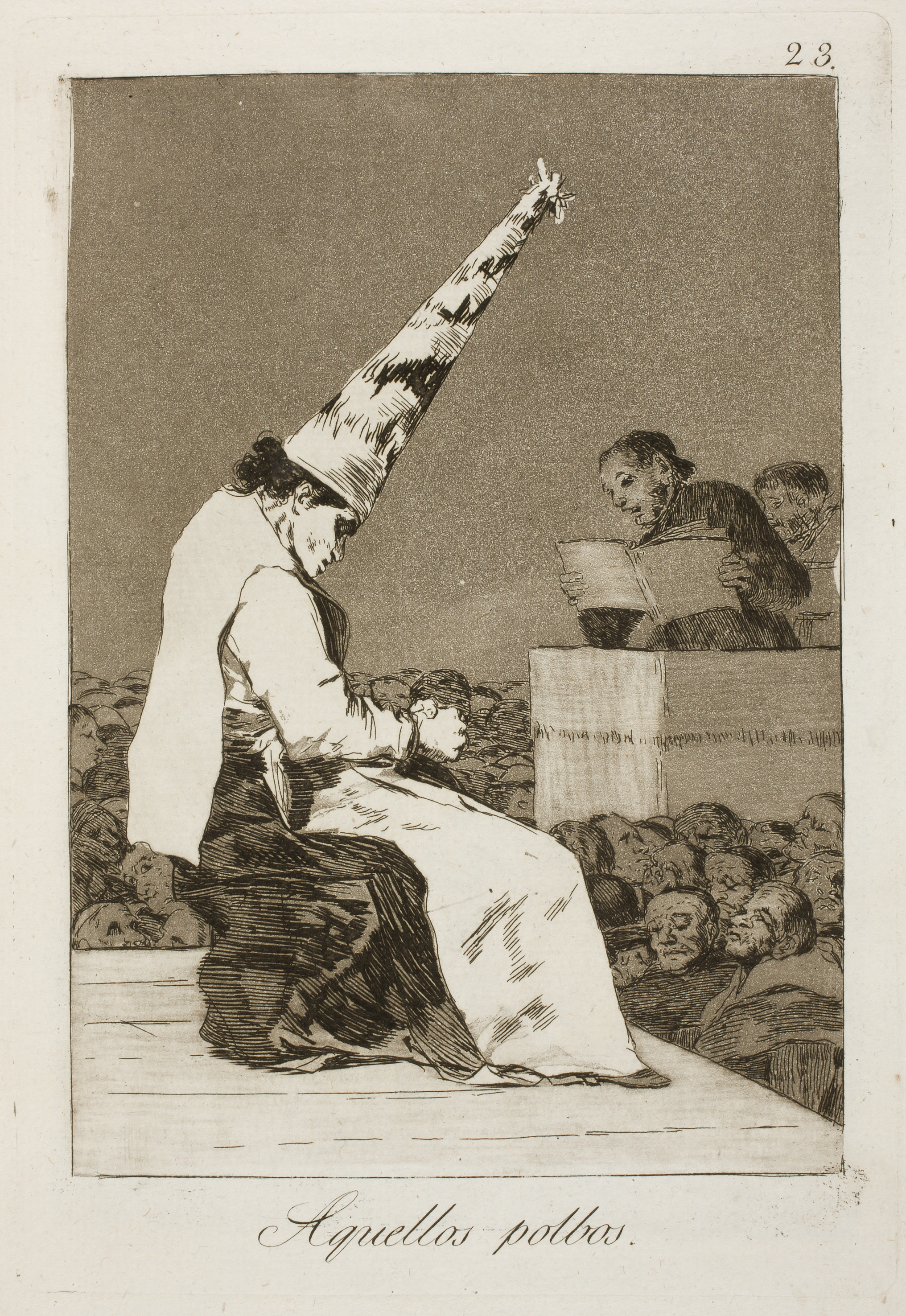
《ロス・カプリーチョス（英語版）》第23番「身から出た錆」
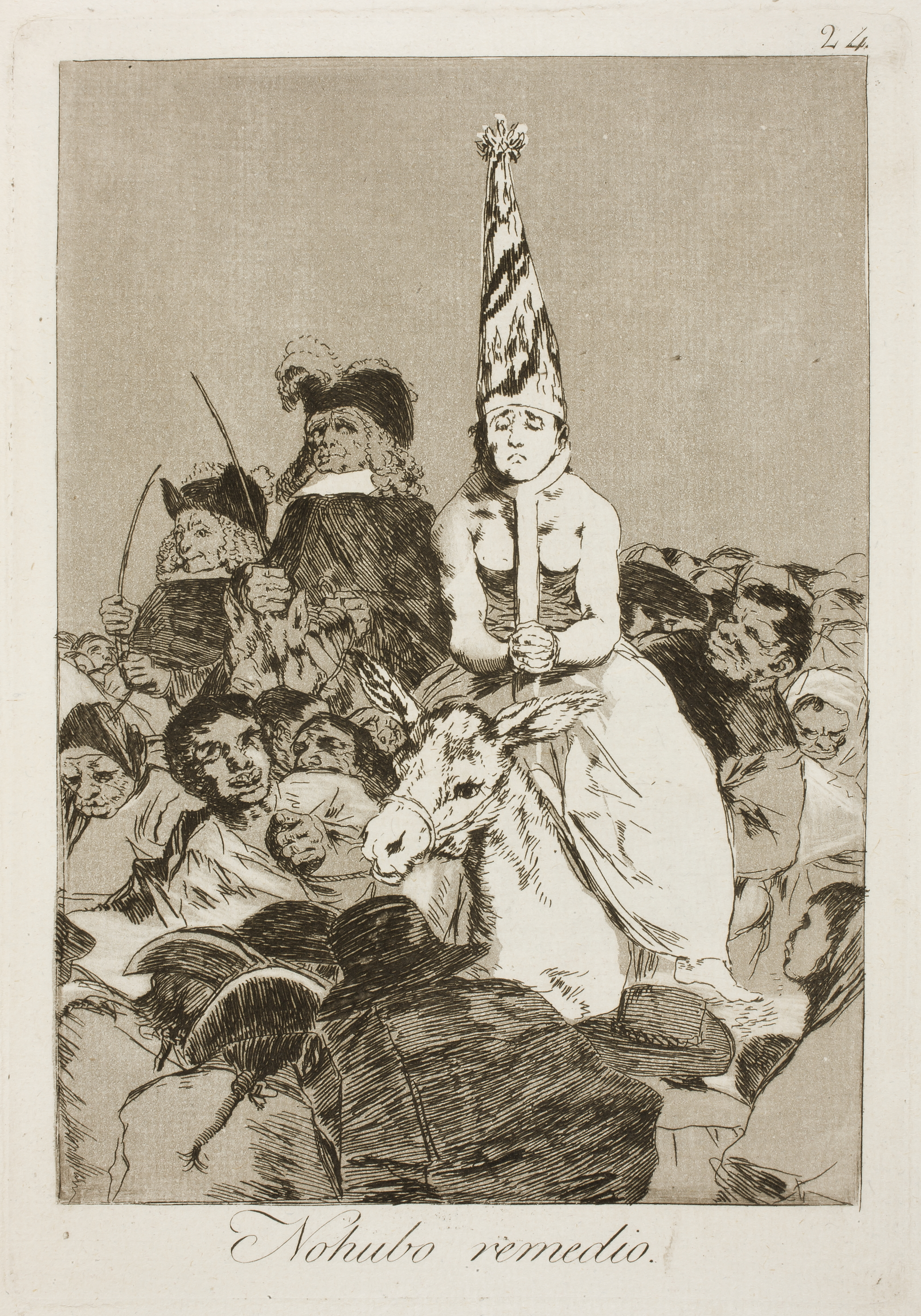
《ロス・カプリーチョス》第24番「救いの道はない」
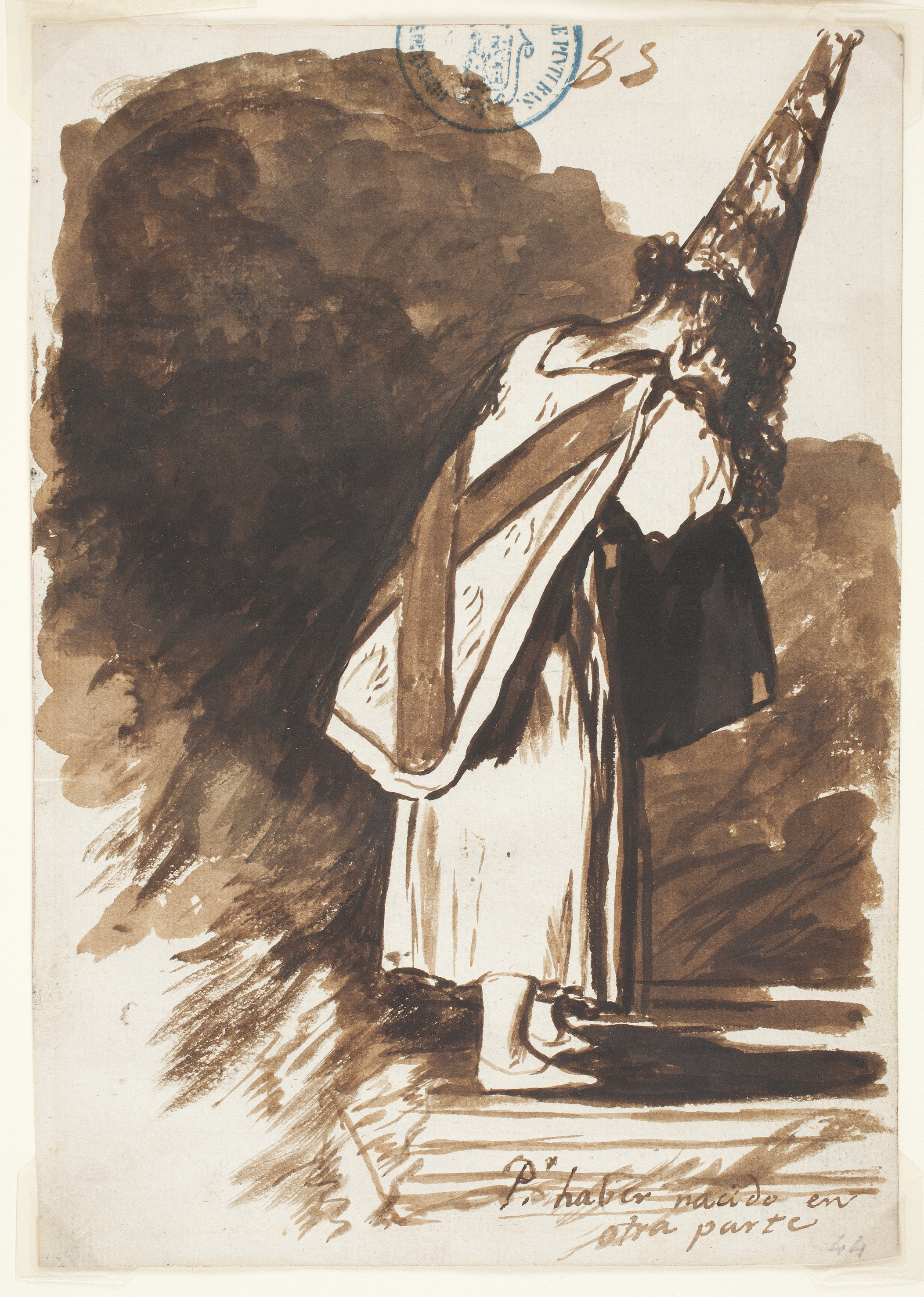
『素描帳C』第85番
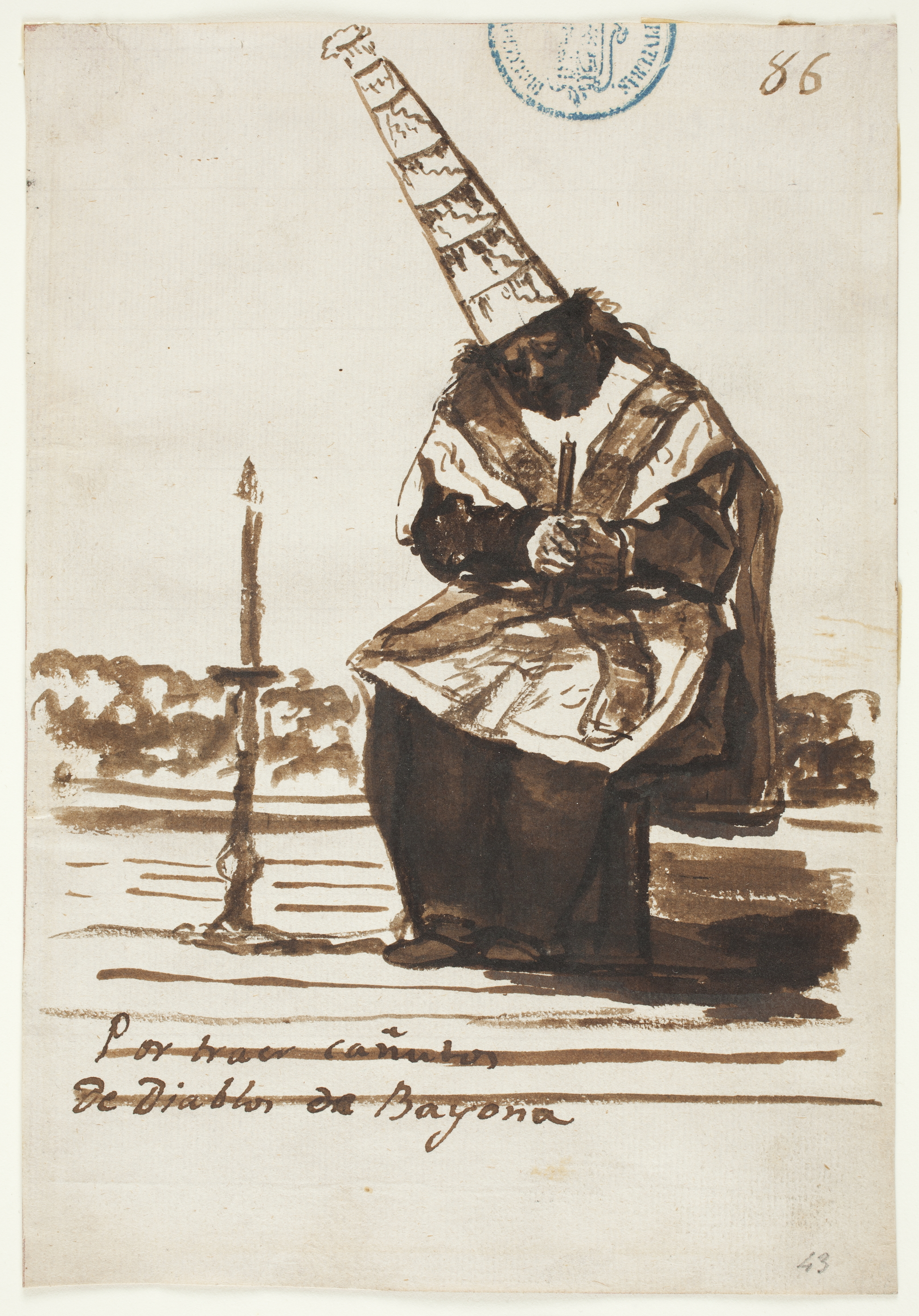
『素描帳C』第86番
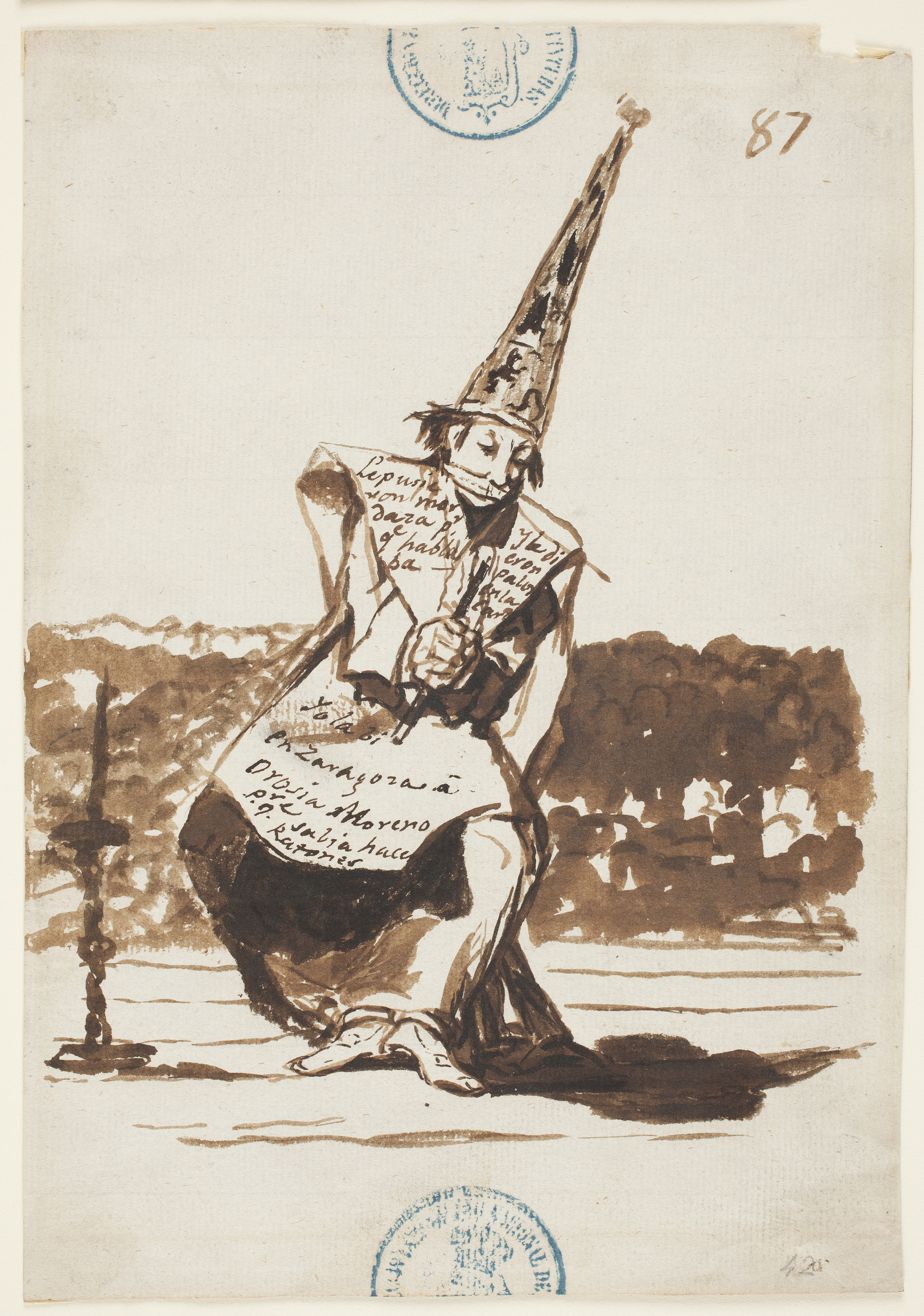
『素描帳C』第87番
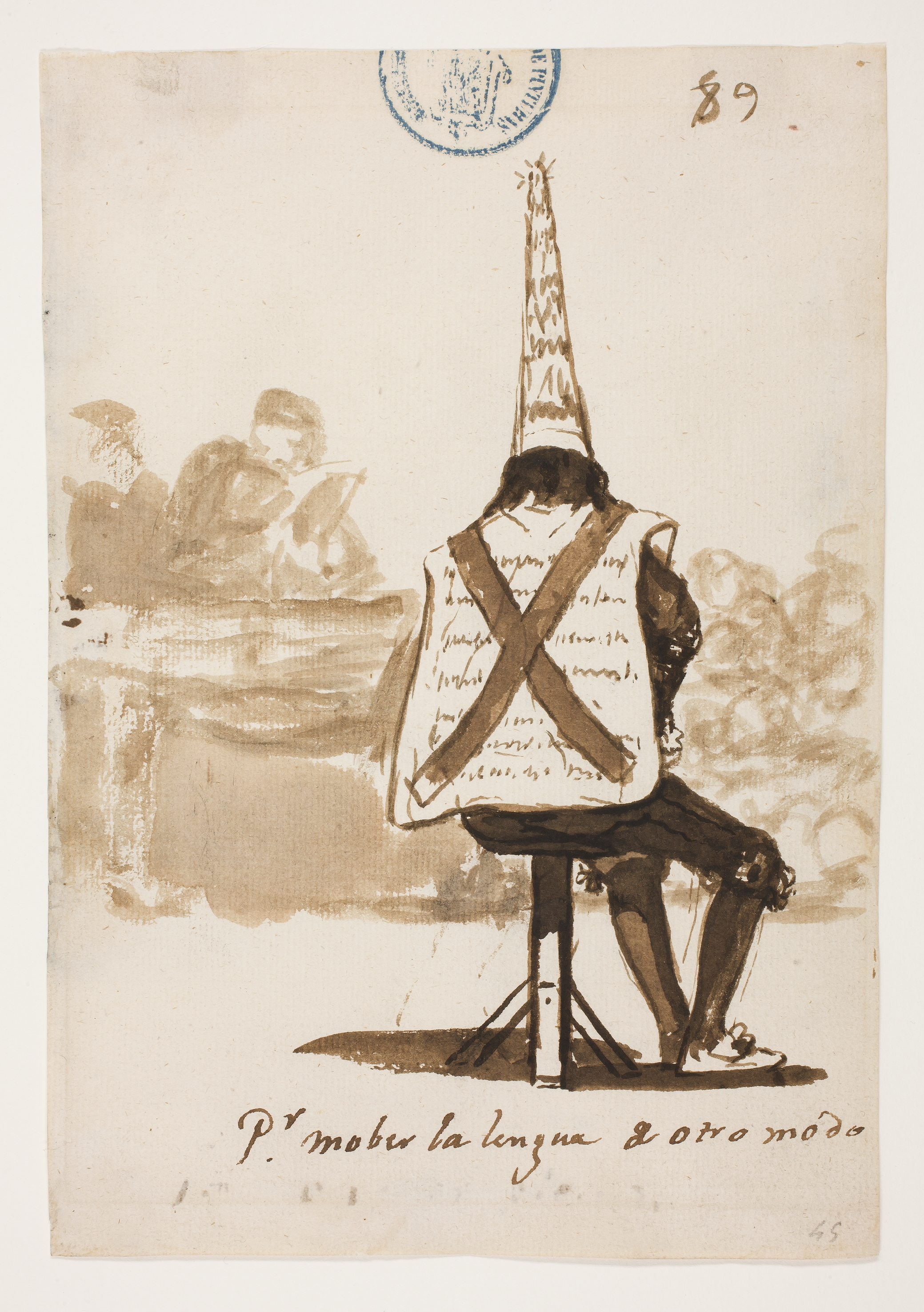
『素描帳C』第89番
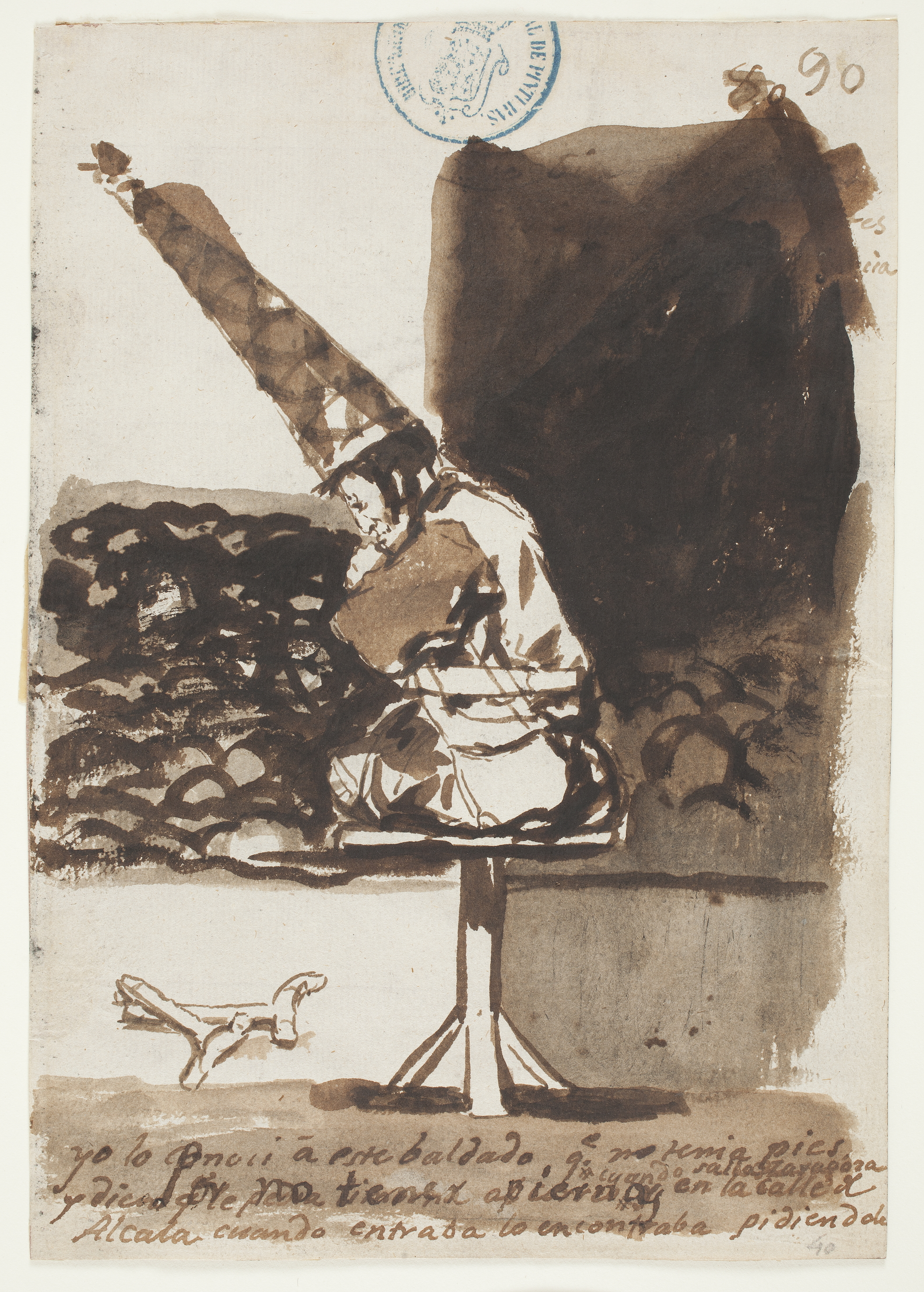
『素描帳C』第90番
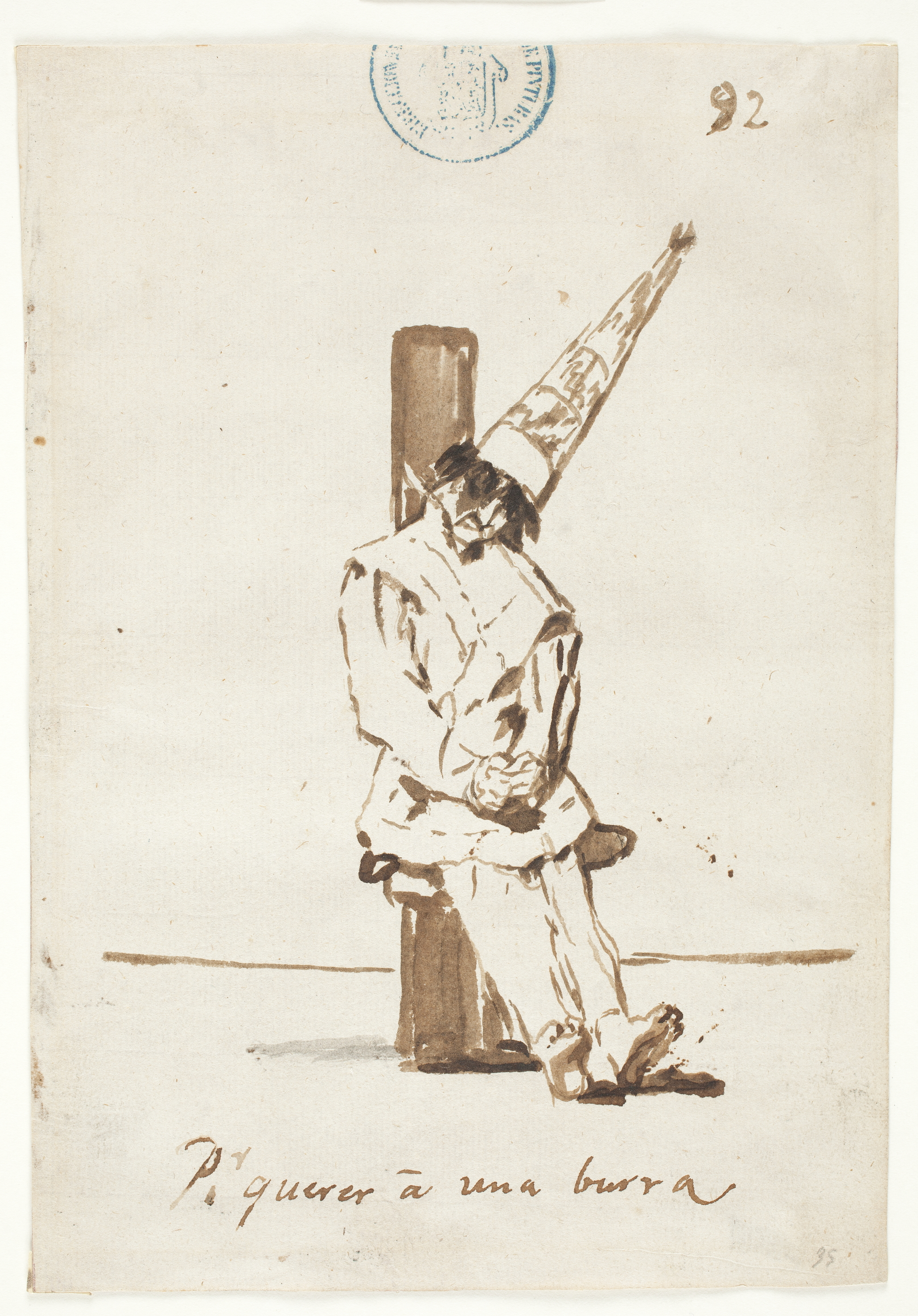
『素描帳C』第92番